# Mondmeteorit

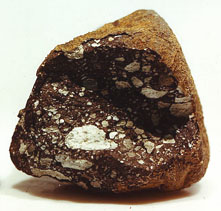
Der Mondmeteorit Alan Hills 81005

Mondmeteoriten sind Meteoriten, deren Ursprung der Mond ist. Sie wurden jeweils durch den Einschlag eines Asteroiden oder Meteoroiden aus dem Mond herausgeschlagen, in den Weltraum geschleudert und sind durch Zufall beispielsweise auf der Erde oder einem anderen Planeten gelandet.

## Geschichte
Obwohl der erste Mondmeteorit (Yamato 791197) schon 1979 gefunden wurde, gelang der erste Nachweis der lunaren Herkunft dieser Meteoriten erst an dem 1981 in der Antarktis gefundenen Exemplar Allan Hills 81005. Danach kamen weitere Funde sowohl aus der Antarktis als auch (hauptsächlich) aus den trockenen Regionen Nordafrikas hinzu. Durch Vergleich der chemischen Zusammensetzung, der Mineralogie und von Isotopenhäufigkeiten zwischen Mondmeteoriten und Proben von Mondgesteinen, die von den Apollo-Missionen genommen wurden, ist der Mond als Ursprungsort eindeutig gesichert.
Die Mondmeteoriten sind eine nützliche Ergänzung zu den Mondproben, die von den US-amerikanischen und sowjetischen Mondmissionen mitgebracht wurden. Die Mondproben der Apollo- und Luna-Missionen wurden nur von einigen wenigen Orten in der Umgebung der jeweiligen Landeplätze aufgesammelt, die alle auf der der Erde zugewandten Seite des Mondes lagen. Obwohl zumeist nicht bekannt ist, von welchem Ort auf dem Mond die einzelnen bisher bekannten Mondmeteoriten stammen, so ist aus statistischen Gründen doch anzunehmen, dass einige ihren Ursprung auch von der Rückseite des Mondes haben. Eine genaue Bestimmung der Herkunft gelang erstmals bei Sayh al Uhaymir 169.
Im Exemplar Dhofar 280 wurden Hapkeit und zwei weitere, ebenfalls vorher unbekannte Eisen-Silicium-Mineralphasen gefunden. Weitere Beispiele von Mondmeteoriten sind der nur 19 Gramm schwere Calcalong Creek und das 1,4 Kilogramm schwere Exemplar DAG 400. Bis heute (Stand: Mai 2019) sind insgesamt 362 Funde von Mondmeteoriten bekannt geworden. Insbesondere in den Jahren 2017 und 2018 kamen zahlreiche Neufunde (hauptsächlich aus Mauretanien) dazu, wobei einzelne Funde (etwa NWA 11787) Massen von über 20 kg erreichten.
Der Fund des ersten Mondmeteoriten führte Anfang der 1980er-Jahre zum Wiederaufleben der Spekulationen, dass es auch Meteoriten vom Mars geben könnte. Tatsächlich wurde im gleichen Jahr der erste Marsmeteorit identifiziert.
Die Existenz von Mondmeteoriten auf der Erde wirft auch die Frage auf, ob es umgekehrt auch Erdmeteoriten auf dem Mond gibt. Die Erde war zwischen ihrer Entstehung vor 4,5 Milliarden Jahren bis vor etwa 3,9 Milliarden Jahren einem schweren Bombardement durch Asteroiden ausgesetzt. Möglicherweise wurden damals Steine von der Erde losgeschlagen und zum Mond transferiert. Während auf der Erde selbst alle Gesteine aus dieser Zeit durch geologische Prozesse umgewandelt wurden, sollten sie auf dem Mond überdauert haben. Es wurde deshalb schon vorgeschlagen, neue Missionen zum Mond zu starten, um dort speziell nach diesem Urgestein von der Erde zu suchen.

## Klassifikation
Lunare Meteoriten werden nach ihrer chemischen bzw. mineralogischen Zusammensetzung in fünf Klassen unterteilt:
- Feldspatreiche (anorthositreiche) Meteoriten,
- Meteoriten aus lunarem Basalt,
- Mischungen, die aus beiden Gesteinstypen bestehen,
- KREEP-Meteoriten,
- Meteoriten aus Olivingabbro.

Da die Mondoberfläche einem permanenten meteoritischen Bombardement ausgesetzt ist, sind die meisten oberflächennahen Gesteine – unabhängig von ihrer Zusammensetzung – durch Impakte brekziiert worden, wobei man drei unterschiedliche Strukturtypen unterscheiden kann:
- Monomikte fragmentierte Gesteine (fragmented breccias), die aus einem bestimmten Gesteinstyp bestehen;
- Regolithbrekzien (regolith breccias), die neben dem Ursprungsgestein noch Material von der Oberfläche enthalten, etwa brekziiertes Mondgestein eines anderen Typs, Meteoritenfragmente oder sphärische Glaspartikel, wie sie beim Einschlag größerer Körper entstehen;
- Brekzien mit Impaktschmelzanteil (impact-melt breccias), bei denen die Matrix der Brekzie aus erstarrter Gesteinsschmelze besteht.